# Vlăhița
Vlăhița là một thị xã thuộc hạt Harghita, România. Dân số thời điểm năm 2002 là 7043 người.